# Hate Everything About U
Hate Everything About U es un sencillo y una canción de Steve Lukather, el guitarrista de la banda de rock Toto.

## Canción
La canción figura como la pista N.º 5 del tercer disco de Lukather Luke. Es una de las más conocidas entre los fanes de Lukather, siendo tocada en el Luke World Tour y en el Ever Changing Times Tour. Esta canción, junto a otras del disco, es un ejemplo de que el disco es un álbum experimental, pues se encuentra de acompañamiento una armónica en varias partes de esta.
El sencillo fue lanzado conteniendo de lado B las canciones "Always Be There For Me", que también figura en el disco como la pista N.º 8, y "Froth", la pista N.º 9 del disco Candyman.

## Lista de canciones
| N.º   | Título                           | Escritor(es)                   | Duración |  |
| 1.    | «Hate Everything About U» (Edit) | Steve Lukather, Rodney Crowell | 4:51     |  |
| 2.    | «Always Be There For Me»         | Steve Lukather                 | 5:39     |  |
| 3.    | «Froth»                          | Steve Lukather, David Garfield | 9:41     |  |
| 20:11 |                                  |                                |          |  |

## Músicos
- Steve Lukather: Guitarra acústica, guitarra eléctrica, voz, coros.
- Gregg Bissonette: Batería, percusión.
- John Pierce: Bajo.
- J.D. Maness: Guitarra acústica con pedal.
- Jim Cox: Teclado Hammond, piano eléctrico Wurlitzer.[2]